# Rhipsalis floccosa
Ne doit pas être confondu avec Rhipsalidopsis.
Espèce
Statut de conservation UICN

 LC  : Préoccupation mineure
Statut CITES
Rhipsalis floccosa est le nom d'une espèce de plantes à fleurs de la famille des Cactaceae (les cactus). C'est une plante succulente, épiphyte et épilithique, endémique d'Amérique du Sud. En dépit des apparences, elle appartient à la famille des cactus et ainsi au genre Rhipsalis (qui comprend environ 60 espèces et de nombreuses sous-espèces).
Elle est menacée par la régression, dégradation ou disparition de son habitat (forêt tropicale humide), mais moins que d'autres espèces de Rhipsalis, car elle est assez largement répartie en Amérique du Sud

## Étymologie
Le nom de genre vient d'un mot grec signifiant souple ou osier, en référence à l'apparence des plantes.

## Description
Les tiges (ou « rameaux ») sont cylindriques (6 à 8 mm de diamètre), longues, segmentées et se divisant potentiellement après chaque segment.

Les fleurs (blanches à blanc-verdâtre et de 11  à   13 mm de diamètre) puis les fruits (rose à blanc, et 5 mm environ de diamètre) sont alignés sur les bordures des tiges.

## Origine, aire de répartition, habitat
Cette espèce est originaire d'Amérique du Sud, dont en Argentine, Bolivie, Brésil (de Pernambuco à São Paulo): , Paraguay, Pérou et Venezuela, où elle vit dans des forêts subtropicales ou tropicales humides, du niveau de la mer à 1850 m d'altitude.

## Sous-espèces (sous réserve de changement de classification)
- R. floccosa subsp. hohenauensis (Est du Paraguay, Argentina (Misiones), Sud-Brésil (?)[3]
- R. floccosa subsp. oreophila (remplace le synonyme  R. monteazulensis Ritter), Reliefs de l'Est du Brésil (Bahia central & Nord du Minas Gerais)[3], qu'on distingue d'autres espèces ou sous-espèces proches par ses tiges presque parfaitement cylindriques et de petites fleurs d'environ 12 mm de diamètre. Cette sous-espèce est géographiquement isolée par le Catinga et de la végétation du Cerrado, qui entourent la Chapada Diamantina et l'extrême nord de du Serra do Espinhaço. Ritter a décrit cette sous-espèce comme une espèce (R. monteazulensis), mais d'autres considèrent qu'il s'agit bien d'une sous-espèce [4]
- R. floccosa subsp. pittieri [5] ; épiphyte de montagne, trouvée à environ 1500 m d'altitude au Venezuela (Yaracuy, Carabobo, Aragna, Distrito Federal, Miranda), ressemble à Rhipsalis cassutha, à tiges cylindriques de 5 à 6 mm de diamètre, de couleur vert pâle. Les fleurs ont des pétales jaune verdâtre, longs de 5 à 6 mm. L'ovaire est enfoncé dans la tige, et entouré de poils blancs. Le fruit blanc mature très lentement et produit des graines noires. Cette plante semble avoir été initialement décrite par H. Pittier en 1913 (No.6467), à partir d'une exemplaire qui aurait fleuri pour la 1re fois à Washington le 16 octobre 1914 (le fruit n'ayant atteint sa maturité que le 16 mars 1915. La plante a fleuri à plusieurs reprises ensuite. C'est une endémique qui semble assez isolée, même si son aire de répartition pourrait avoir été sous-estimée par confusion avec R.baccifera [6].
- R. floccosa subsp. pulvinigera, épiphytes vivant au  Sud-est et sud du Brésil (Minas Gerais S, S Espirito Santo, Rio de Janeiro, Sao Paulo, Parana, Santa Catarina, Rio Grande do Sul?) dans la forêt atlantique où les saisons se font bien sentir, jusqu'à environ c. 1800 m d'altitude. La tige relativement épaisse est d'abord érigée, puis pendante atteignant parfois 3 à 5 mètres de long. Les tiges (de 5 à 7 mm de diamètre) sont vert terne avec du violet sur les aréoles. Les tiges terminales sont souvent en verticilles de 3 à 5 mm. Les fleurs (2 cm de large) initialement blanches virent au jaunâtre avec l'âge. les ovaires sont enfoncés dans la branche, et produisent un Fruit globuleux rougeâtre à blanc, de 8 mm environ de diamètre. Les tiges se teinte en rougeâtre si exposées à une forte lumière  [7].
- R. floccosa subsp. tucumanensis, trouvé à 700-1725 m d'altitude dans l'est des Andes péruvienne (Junin), en Bolivie (La Paz, Santa Cruz, Tarija), Argentine (Jujuy, Salta, Tucuman, Catamarca). Les tiges sont moins rouges que[Quoi ?] et les fruits blancs à rougeâtres sont plus gros (10 mm) que ceux de R. pulvinigera [8].

## Usages (médicinaux, ornementaux, alimentaires)
C'est une plante qui est parfois utilisée pour la décoration, dont en suspension, car ses tiges, pendantes peuvent atteindre 50 cm

## Statut, menace
La principale menace qui pèse sur l'espèce est le recul rapide de la forêt primaire tropicale ou subtropicale (destruction et fragmentation des habitats, déforestation..)